# Bactromantis virga
Bactromantis virga är en bönsyrseart som beskrevs av Samuel Hubbard Scudder 1896. Bactromantis virga ingår i släktet Bactromantis och familjen Thespidae. Inga underarter finns listade i Catalogue of Life.